# Profax
Der Profax (bis in die 1960er-Jahre in Österreich und der Schweiz umgangssprachlich üblich für (Gymnasial-)Professor), auch Profax-Lerngerät, ist ein Gerät zum Üben und Automatisieren von Lerninhalten mit laufender Selbstkontrolle. Profax wird hauptsächlich in der Primarschule eingesetzt.

## Funktion
Es handelt sich um eine stabile Plastikkiste mit einer gelochten Schublade, in welche eine mit einem Papier abgedeckte Lochkarte gelegt wird. Der Schüler legt das Übungsheft auf den Profax und sticht entsprechend der am Rand aufgedruckten Lösungsmöglichkeiten mit einem Bleistift in das entsprechende Loch und schiebt die Schublade eine Position weiter. Richtig gelöste Aufgaben ergeben ein Loch im Papier, falsche einen Punkt.

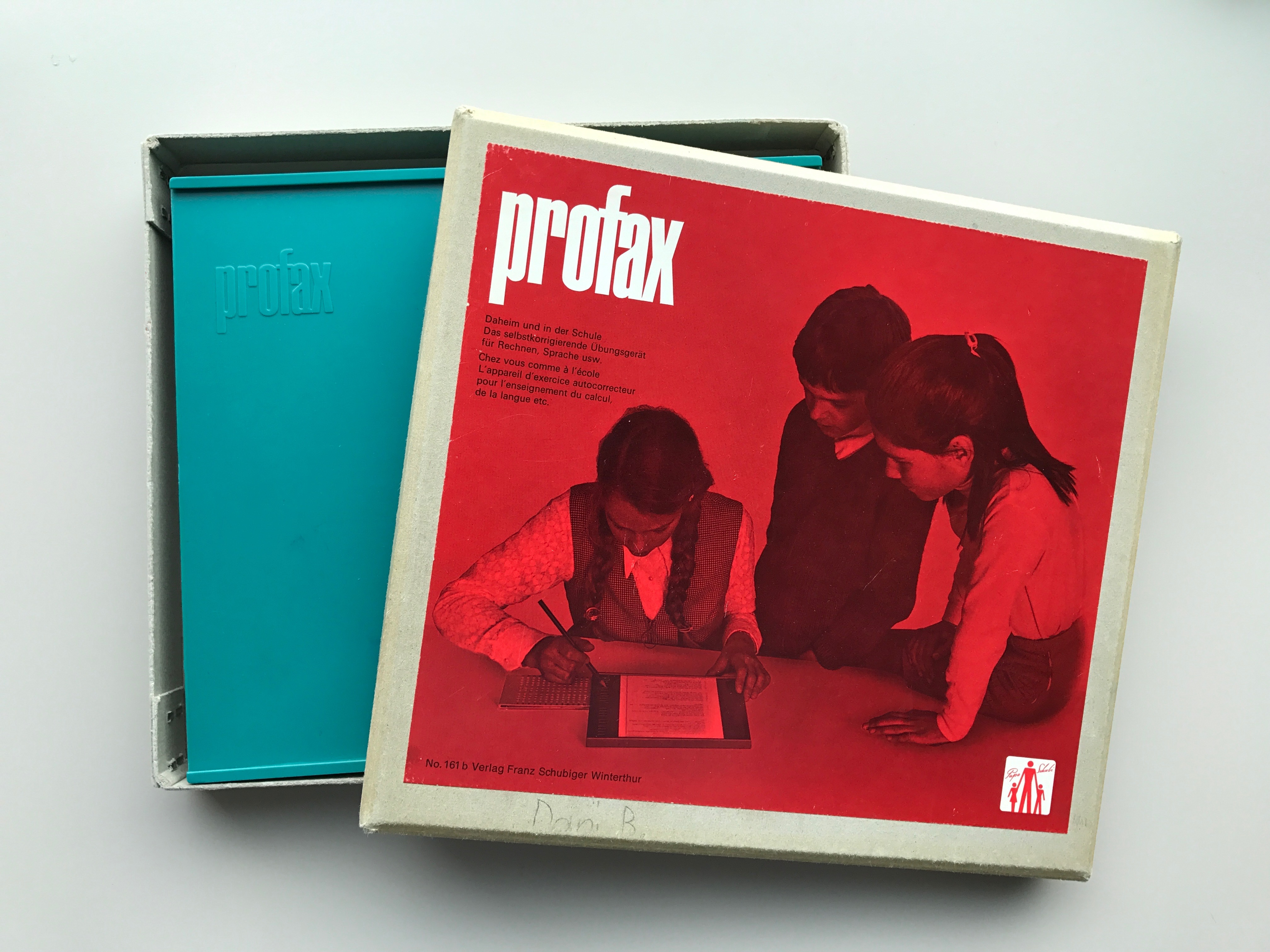
Profaxkasten
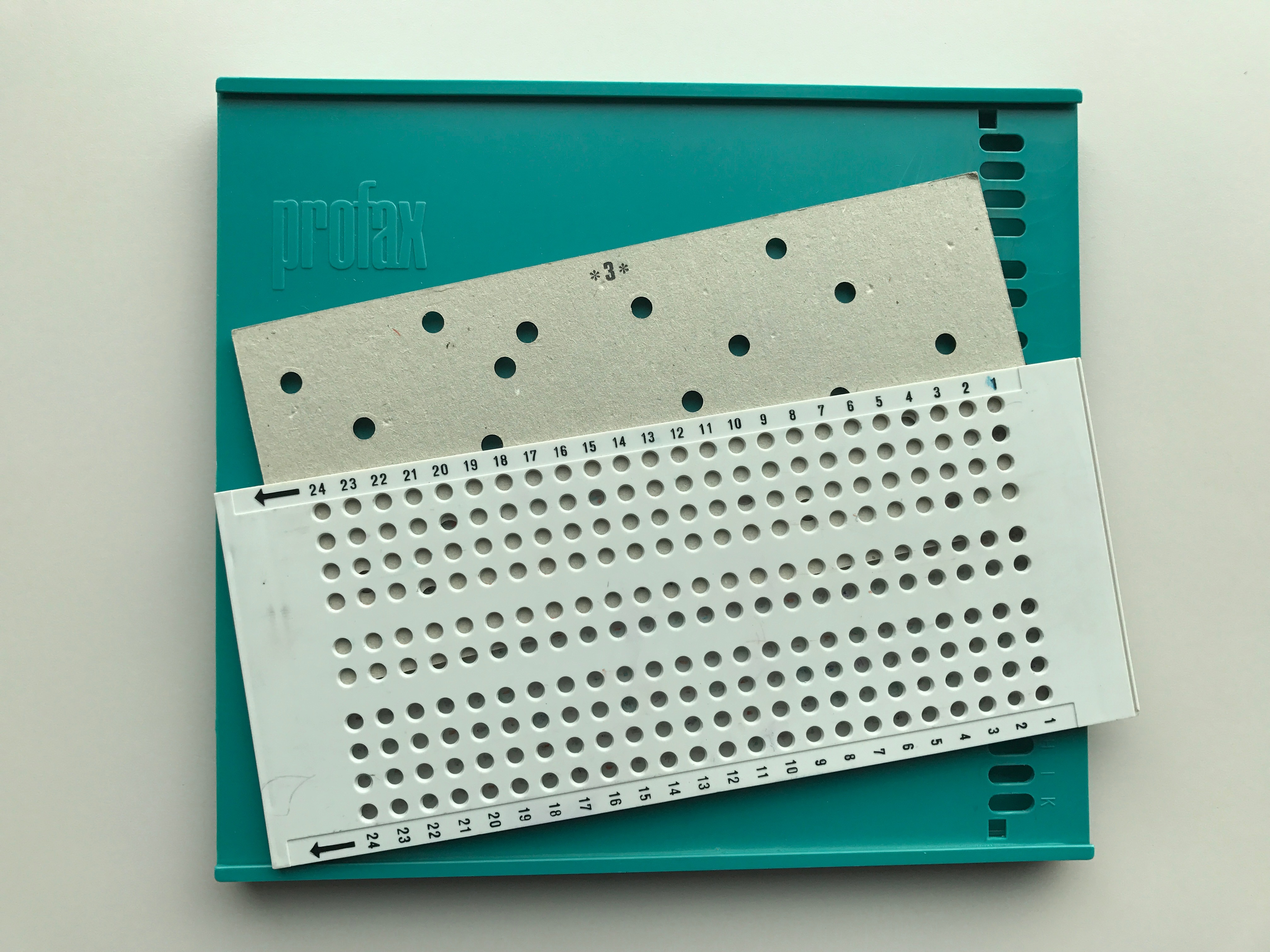
Schublade mit Lochkarte
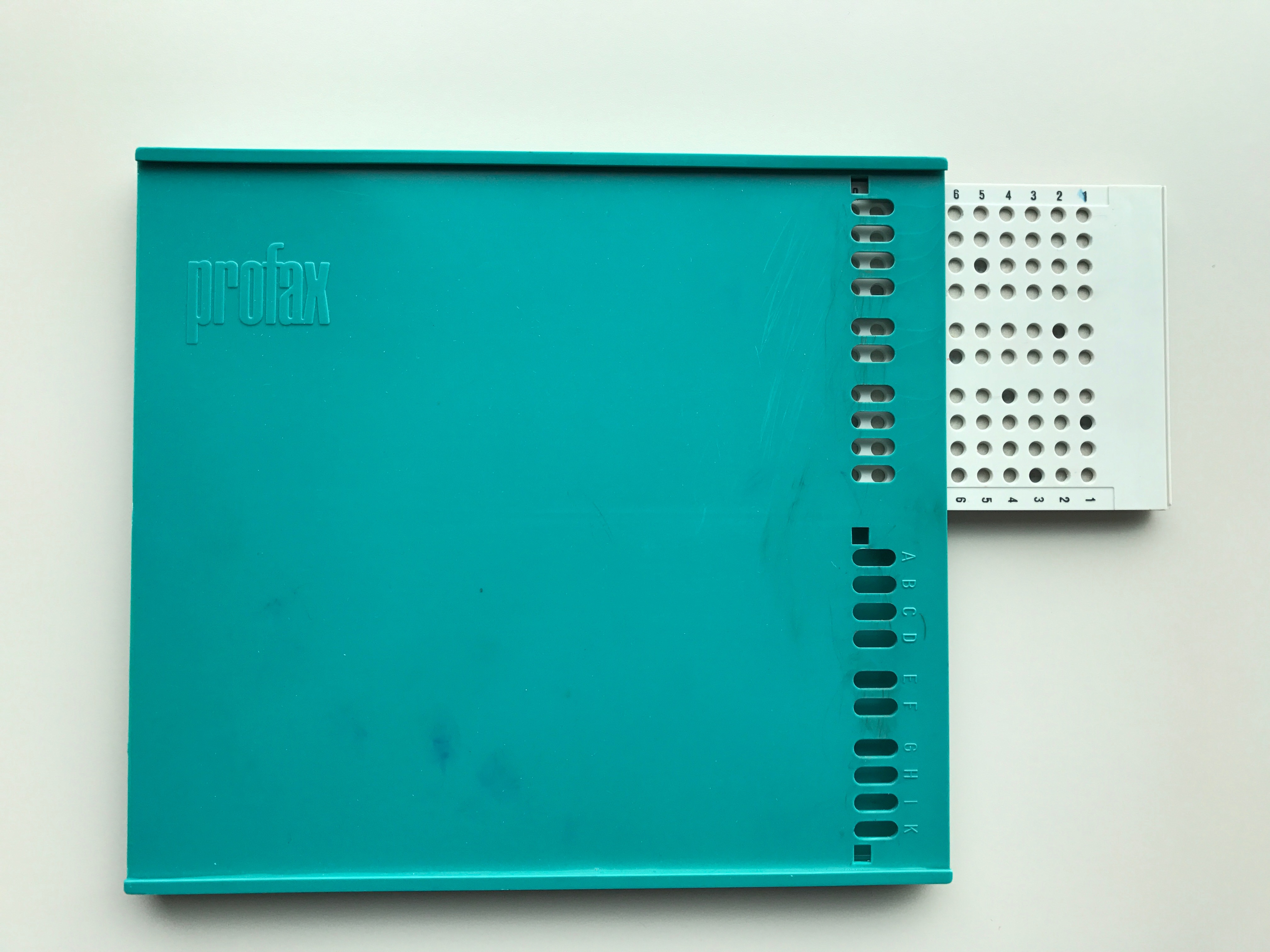
Profax mit Schublade

## Einsatz
Der Verlag gibt eine breite Palette von Übungen für das 1. bis 9. Schuljahr heraus, das auf den Lehrplan abgestimmt ist. Der Schwerpunkt liegt im Primarschulbereich. Der «Profax» wird wie andere klassische Selbstkontrolllerngeräte, wie etwa das LÜK, oft im Rahmen der Freiarbeit eingesetzt. Übungshefte bestehen für die Fächer Deutsch, Mathematik, Grammatik, Geographie, Geometrie, Leseverständnis, Konzentrationstraining, Legasthenie-Therapie, Französisch und Latein.

## Geschichte
Um 1965 hatten die drei jungen Lehrer Hans Giezendanner, Gertrud Zimmermann und Ernst Bindschedler aus dem Kanton Zürich die Idee für ein Übungsgerät, mit dem Schüler nach lernpsychologischen Prinzipien arbeiten sollten. Dabei liessen sie sich von den Ideen des programmierten Unterrichts und modernen lernpsychologischen Erkenntnissen leiten. In Zusammenarbeit mit dem Psychologen und Didaktiker Hans Aebli wurde schliesslich ein Prototyp entwickelt und im Jahre 1967 zum Patent angemeldet.
Kurz nachdem der «Profax» der Fachwelt vorgestellt worden war, beschloss der Erziehungsrat des Kantons Zürich auf Anregung des Kantonalen Oberseminars, «Profax» auf die Liste der empfohlenen Lehrmittel zu nehmen. Andere Kantone der Deutschschweiz folgten diesem Beispiel.